# Gèle
La Gèle est une  rivière du sud-ouest de la France, sous-affluent de la Garonne par la Baïse.

## Géographie
De 25,7 km de longueur, la Gèle prend sa source dans le Gers commune de La Sauvetat et se jette dans la Baïse sur la commune de Condom.

### Départements et communes traversés
- Gers : La Sauvetat, Saint-Puy, Maignaut-Tauzia, Saint-Orens-Pouy-Petit, Béraut, Condom.

## Principaux affluents
- La Petite Gèle : 3,3 km
- Ruisseau de Soulom : 4,4 km
- Ruisseau de Rambert : 5,1 km
- Le Moras : 3,7 km
- Ruisseau de la Béoudy : 4,4 km

## Aménagements et écologie